# СУМ-Юнак (Регенсбург)
СУМ-«Юнак» (Спілка Української Молоді — «Юнак») — українське спортивне товариство з німецького міста Регенсбург.
Спортивна секція при осередку Спілки Української Молоді у Реґенсбурзі в українській оселі Ді-Пі почала діяти з серпня 1947 року із 40 членами. Футбольна команда змагалася в обласній лізі (клясі), а секція волейболу жінок і чоловіків проводили товариські змагання. 33 члени здобули Відзнаку Фізичної Вправності.